# Efferia cubensis
Efferia cubensis är en tvåvingeart som först beskrevs av Stanley Willard Bromley 1929.  Efferia cubensis ingår i släktet Efferia och familjen rovflugor.
Artens utbredningsområde är Kuba. Inga underarter finns listade i Catalogue of Life.